# Narsipatnam
Narsipatnam é uma vila no distrito de Visakhapatnam, no estado indiano de Andhra Pradesh.

## Geografia
Narsipatnam está localizada a 17° 40′ N, 82° 37′ L. Tem uma altitude média de 58 metros (190 pés).

## Demografia
Segundo o censo de 2001, Narsipatnam tinha uma população de 32 483 habitantes. Os indivíduos do sexo masculino constituem 49% da população e os do sexo feminino 51%. Narsipatnam tem uma taxa de literacia de 66%, superior à média nacional de 59,5%: a literacia no sexo masculino é de 74% e no sexo feminino é de 58%. Em Narsipatnam, 11% da população está abaixo dos 6 anos de idade.